# Mound City (Missouri)
Mound City – miasto w Stanach Zjednoczonych, w stanie Missouri, w hrabstwie Holt.